# Sándor László (politikus, 1949)
Sándor László (Zagyvapálfalva, 1949. június 11. –) magyar közgazdász, szakszervezeti vezető, politikus, az MSZP országgyűlési képviselője.

## Életpályája

### Iskolái
1967-ben érettségiett Salgótarjánban. 1967–1972 között a Marx Károly Közgazdaságtudományi Egyetem ipar szakán, majd tervező-elemző szzakán szerzett diplomát.

### Pályafutása
1972–1974 között a Salgótarjáni Vasöntöde és Tűzhelygyár valamint a Salgótarjáni Lampart Zománcipari Művek üzemgazdásza, 1974–1975 között közgazdásza, 1975–1977 között munkaügyi osztályvezetője volt. 

### Politikai pályafutása
1974–1989 között az MSZMP tagja volt. 1977–1979 között az MSZMP üzemi bizottságának titkára volt. 1980–1981 között a Városi Bizottság osztályvezető-helyettese, 1981–1987 között osztályvezetője, 1987–1988 között első titkára volt. 1988–1990 között a SZOT gazdaság-politikai titkára volt. 1990-ben független országgyűlési képviselőjelölt volt. 1990–1995 között az MSZOSZ alelnöke, 1995–2002 között elnöke volt. 1993–1996 között az Egészségbiztosítási Önkormányzat elnöke volt. 1998–1999 között a Foglalkoztatási és munkaügyi bizottság elnöke, 1999–2002 között tagja volt. 1998–2002 között országgyűlési képviselő (MSZP) volt. 2003–2010 között a Közmunkatanács elnöke volt.

## Családja
Szülei Sándor Sándor és Griffaton Angéla voltak. 1970-ben házasságot kötött Szabó Juliannával. Két lányuk született: Ildikó (1971–) és Andrea (1976–).

## Díjai
- A Magyar Érdemrend parancsnoki keresztje (2010)